# Толстой, Леонтий Федосеевич
Леонтий Федосеевич Толстой — советский хозяйственный, государственный и политический деятель, Герой Социалистического Труда.

## Биография
Родился в 1938 году в Изюмском районе. Член КПСС.
С 1954 года — на хозяйственной, общественной и политической работе. В 1954—1998 гг. — прицепщик, тракторист машинно-тракторной станции, механизатор колхоза «40 лет Октября» Изюмского района Харьковской области.
Указом Президиума Верховного Совета СССР от 8 декабря 1973 года присвоено звание Героя Социалистического Труда с вручением ордена Ленина и золотой медали «Серп и Молот».
Делегат XXV, XXVII съездов КПСС.
Жил в Харьковской области.